# Sinocrassula
A Sinocrassula a kőtörőfű-virágúak (Saxifragales) rendjébe, ezen belül a varjúhájfélék (Crassulaceae) családjába és a fáskövirózsa-formák (Sempervivoideae) alcsaládjába tartozó nemzetség.

## Előfordulásuk
A Sinocrassula-fajok előfordulási területe a Himalája nyugati részétől, Nepálon és Kína nagy részén keresztül, a kelet-ázsiai part mentén, délre Vietnámig tart.

## Rendszerezés
A nemzetségbe az alábbi 9 faj tartozik:
- Sinocrassula ambigua (Praeger) A.Berger
- Sinocrassula densirosulata (Praeger) A.Berger
- Sinocrassula diversifolia H.Chuang
- Sinocrassula indica (Decne.) A.Berger - típusfaj
- Sinocrassula longistyla (Praeger) S.H.Fu
- Sinocrassula stenosquamata Jian Wang & F.Du
- Sinocrassula techinensis (S.H.Fu) S.H.Fu
- Sinocrassula vietnamensis Aver. & V.V.Byalt
- Sinocrassula yunnanensis (Franch.) A.Berger[3][4]